# 山形県立酒田特別支援学校
山形県立酒田特別支援学校（やまがたけんりつ さかたとくべつしえんがっこう）は、山形県酒田市にある県立特別支援学校。聴覚に障害ないしは知的障害のある幼児・児童・生徒が学ぶ、いわゆる「併置校」である。

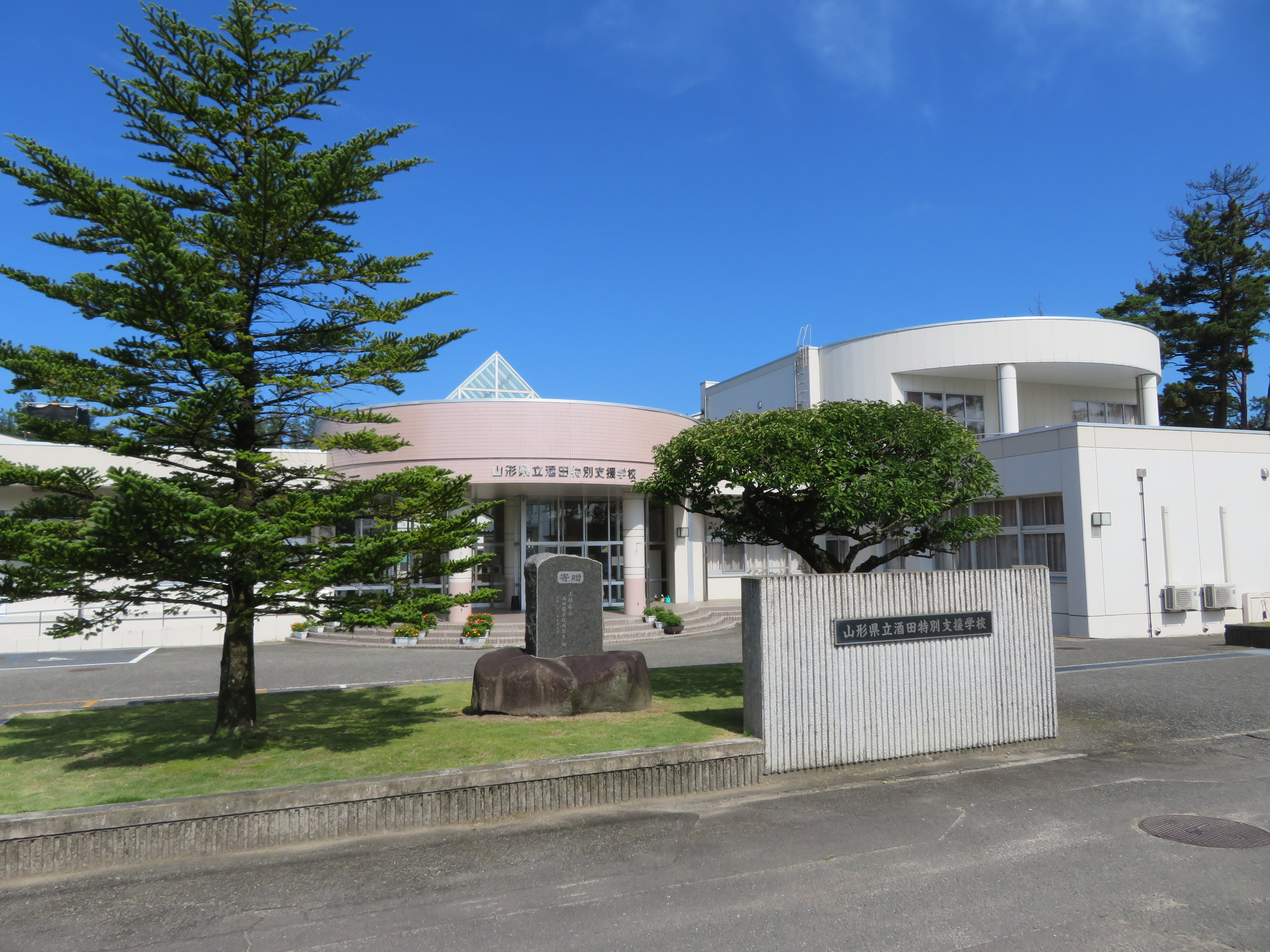
酒田特別支援学校

## 所在地
- 山形県酒田市宮海新林307
  - 車：山形自動車道 酒田みなとICより約5分
  - 鉄道：JR東日本 羽越本線 本楯駅 から徒歩約20分

## 設置学部
- 幼稚部（聴覚障害に関する教育領域のみ）
- 小学部
- 中学部
- 高等部（知的障害に関する教育領域のみ）
- その他
  - 通級指導教室、両親学級、教育相談

## 沿革
- 1948年（昭和23年）6月：山形県立酒田聾学校として開校
- 2000年（平成12年）：現在地に移転
- 2011年（平成23年）：知的障害に関する教育領域も対象となることによる「併置校」化に伴い、校名を、山形県立酒田特別支援学校に改称。